# Sonrisa de Duchenne

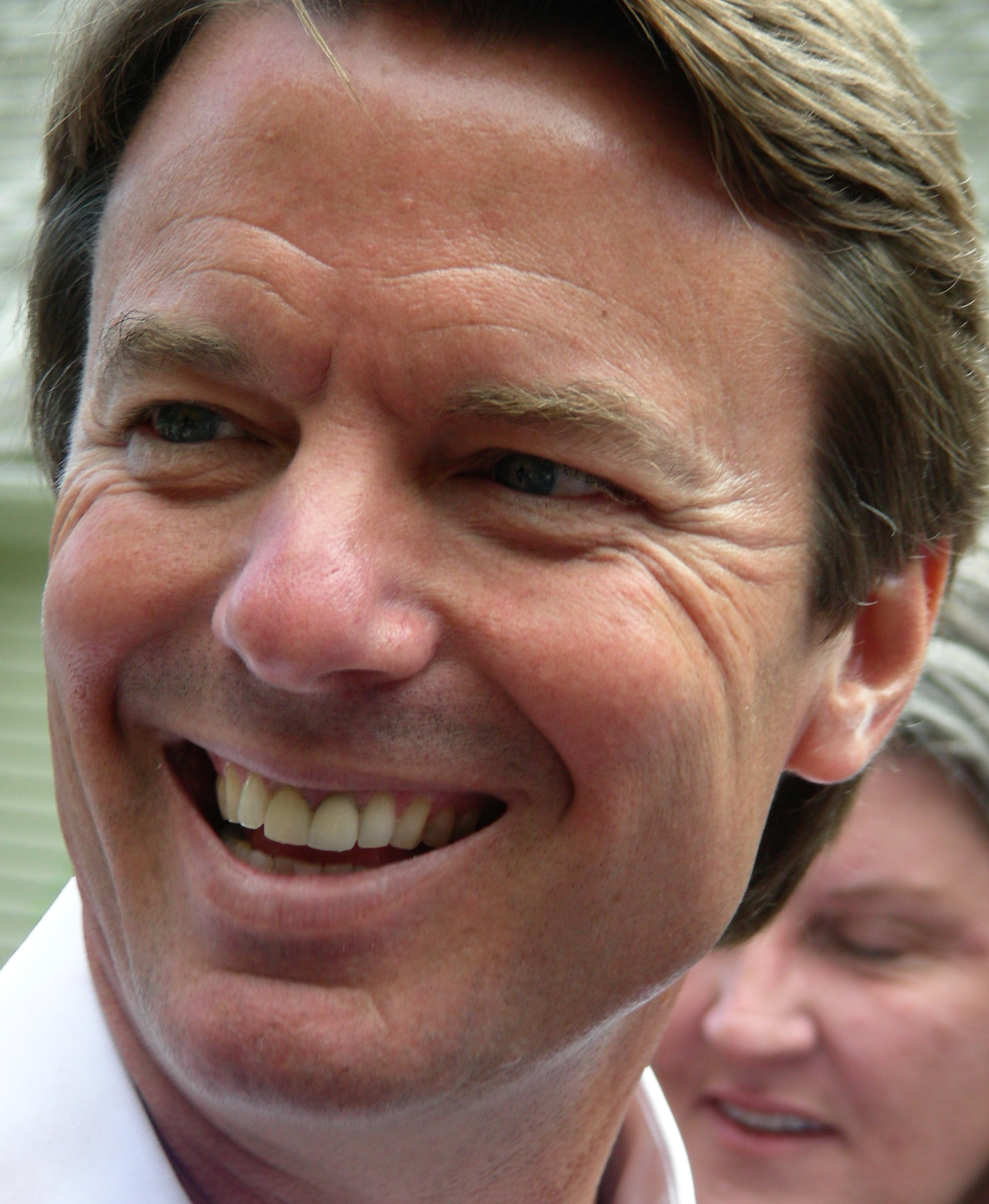
Imagen de John Edwards sonriendo, un ejemplo de sonrisa de Duchenne.

La sonrisa de Duchenne, nombrada así en honor al médico investigador francés Guillaume Duchenne, es un tipo de sonrisa que involucra la contracción de los músculos cigomático mayor y menor cerca de la boca, los cuales elevan la comisura de los labios, y el músculo orbicular cerca de los ojos, cuya contracción eleva las mejillas y produce arrugas alrededor de los ojos.
Duchenne, mientras realizaba investigaciones acerca de la fisiología de las expresiones faciales en el siglo XIX, describió este tipo de sonrisa. Muchos investigadores han sugerido que la sonrisa de Duchenne indica una emoción espontánea y genuina ya que la mayor parte de las personas no pueden contraer a voluntad el músculo orbicular.

## Explicación
La razón de que esta sonrisa sea tan distinta de una sonrisa voluntaria tiene origen en las diferencias neurológicas de su funcionamiento.
La respuesta muscular que genera una sonrisa espontánea (o de Duchenne) es producto de un impulso generado en los ganglios basales como respuesta a procesos del sistema límbico.
En cambio, la sonrisa voluntaria tiene origen en la corteza motora. Activar voluntariamente, desde la corteza motora, la cantidad de músculos que implica una sonrisa espontánea y no predominantemente el risorio tiene un grado de complejidad que impide que sea realizado exitosamente sin entrenamiento.